# Lijst van weg- en veldkapellen in Voeren
Dit is een onvolledige lijst van veldkapellen in de gemeente Voeren in Belgisch Limburg. Kapelletjes komen in heel België en het zuiden van Nederland voor en werden dikwijls gebouwd ter verering van een heilige.
| Kapel                           | Adres                                                | Plaats              | Bouwperiode                                      | Architect | Foto |
| ------------------------------- | ---------------------------------------------------- | ------------------- | ------------------------------------------------ | --------- | ---- |
| Onze-Lieve-Vrouwekapel          | Kinkenberg                                           | 's-Gravenvoeren     | 1715 (restauratie 2010)                          |           |      |
| kapel van Kasteel Ottegraeven   | Ottegraeven                                          | 's-Gravenvoeren     | 1710                                             |           |      |
| Mariakapel                      | Schophem                                             | 's-Gravenvoeren     | 1849 (restauratie 1914)                          |           |      |
| Steenboskapel                   | Schophem                                             | 's-Gravenvoeren     | 1846                                             |           |      |
| Kapel Trichterbeeldje           | Drees                                                | 's-Gravenvoeren     | eerste vermelding 1213 (restauratie 1853)        |           |      |
| Deniskapel (Denisekrüske)       | Kinkenberg                                           | 's-Gravenvoeren     | eerste helft 19e eeuw (restauratie 1960 en 2018) |           |      |
| Sint-Annakapel                  | Berneauweg-Weersterweg                               | 's-Gravenvoeren     |                                                  |           |      |
| Sint-Jozefkapel                 | Oude Linde-Hoffert-Heuvelke                          | 's-Gravenvoeren     | (restauratie 2005)                               |           |      |
| Mariakapel                      | Bovendorp (naast Molen Janssen)                      | 's-Gravenvoeren     |                                                  |           |      |
| Mariakapel                      | Drees                                                | 's-Gravenvoeren     |                                                  |           |      |
| Witte of Madeleinekapel         | Aubelsestraat                                        | 's-Gravenvoeren     | eerste kwart 19e eeuw                            |           |      |
| Mariakapel                      | Tienhof (achter Ursulinenklooster)                   | 's-Gravenvoeren     |                                                  |           |      |
| Lourdesgrot                     | Tienhof (achter Ursulinenklooster)                   | 's-Gravenvoeren     |                                                  |           |      |
| Mariakapel                      | Cattestraat                                          | Moelingen           | 1967                                             |           |      |
| Mariakapel (kastkapelletje)     | Holleweg                                             | Moelingen           |                                                  |           |      |
| Mariakapel                      | Hagelstein                                           | Remersdaal          | ca. 1900 (opschrift 1844)                        |           |      |
| Maria- of Lourdesgrot           | Neubau                                               | Remersdaal          | 1954                                             |           |      |
| Sint-Rochuskapel                | De Plank 39                                          | Sint-Martens-Voeren | 1860 (uitbreiding 1925)                          |           |      |
| Mariakapel                      | Krindaal                                             | Sint-Martens-Voeren |                                                  |           |      |
| Mariakapel (kastkapelletje)     | Kwinten                                              | Sint-Martens-Voeren |                                                  |           |      |
| Heiligenhuisje (Sint-Annakapel) | Sint-Pieterstraat                                    | Sint-Pieters-Voeren | 1730                                             |           |      |
| Mariakapel (kastkapelletje)     | Hoofstraat (De Draeck)                               | Teuven              |                                                  |           |      |
| Onze-Lieve-Vrouwkapel           | Kloosterhofstraat (ter hoogte van Hoeve Kloosterhof) | Teuven              | 1925                                             |           |      |
| Lourdesgrot                     | Teuven-Dorp (kerkhof)                                | Teuven              |                                                  |           |      |